# Баранов Олексій Олексійович
Олексій Олексійович Баранов (16 березня 1904, село Зименки Костромської губернії, тепер Родниковського району Івановської області, Російська Федерація — 1970) — радянський діяч, голова Ставропольського крайвиконкому і Ульяновського облвиконкому. Депутат Верховної ради РРФСР 1-го скликання. Депутат Верховної ради СРСР 2—3-го скликань.

## Життєпис
З 1925 року навчався на робітничому факультеті при Іваново-Вознесенському політехнічному інституті.
Член ВКП(б) з 1926 року.
З 1928 року — студент Московського державного університету.
Потім — аспірант Інституту радянського будівництва при ВЦВК, завідувач навчальної частини Інституту радянського будівництва при ВЦВК.
На 1940—1941 роки — завідувач Орджонікідзевського крайового земельного відділу.
У 1941—1944 роках — 1-й заступник голови виконавчого комітету Орджонікідзевської (Ставропольської) крайової ради депутатів трудящих.
У 1944—1952 роках — голова виконавчого комітету Ставропольської крайової ради депутатів трудящих.
У 1952 році — інспектор відділу партійних, профспілкових та комсомольських органів ЦК ВКП(б).
28 травня 1952 — 12 травня 1953 року — голова виконавчого комітету Ульяновської обласної ради депутатів трудящих.
У 1953 році — заступник керуючого справами Ради міністрів Російської РФСР.
Потім — на пенсії.

## Нагороди та відзнаки
- орден Леніна
- орден Вітчизняної війни І ст.
- орден «Знак Пошани» (16.03.1940)
- медалі